# 日本海蛳螺
日本海蛳螺（学名：Spiniscala japonica），是异腹足目海蛳螺科Spiniscala的一种。主要分布于韩国、中国大陆、台湾，常栖息在潮间带至水深60米。